# Richard Laurence Millington Synge
Richard Laurence Millington Synge (28. října 1914 – 18. srpna 1994) byl britský biochemik, který v roce 1952 s Archerem Martinem získal Nobelovu cenu za chemii za „vynález rozdělovací chromatografie“.
Vystudoval Winchester College a Trinity College na Cambridgi. Když pracoval v Leedsu s Archerem Martinem, vyvinuli spolu částicovou chromatografii. Mezi lety 1942 a 1948 se zabýval peptidy ze skupiny gramicidinů, čehož poté využil Frederick Sanger k odhalení struktury inzulinu. V roce 1950 se stal členem Královské společnosti.